# Саркисян, Самсон Камоевич
Самсо́н Камо́евич Саркися́н (арм. Սամսոն Սարգսյան; род. 8 сентября 1968, село Норапат, Октемберянский район) — бывший депутат парламента Армении.
- Учился в институте «Арарат» Армавирского района.
- С 1988 — член кооператива «Аракс», начальник производственного отдела, заместитель директора.
- С 1992 — основатель и директор ООО «Артур».
- 1999—2003 — был депутатом парламента. Член постоянной комиссии по государственно-правовым вопросам. Член партии НДП.